# Prince of Persia: The Fallen King
A Prince of Persia: The Fallen King egy akció kaland játék, amit a Ubisoft Casablanca fejlesztett és csak Nintendo DS-re jelent meg, 2008 decemberében. A játék egy mellékága az ugyanabban az időben piacra került, nagy konzolokra megjelenő változatnak. A történet szerint Perzsiában két Isten, Ahriman és Ormazd vetélkedik a hatalomért. A játékos a Herceget és néha Zalt, a mágust irányíthatja, akinek Ahriman erői ellen kell felvenniük a harcot fizikai vagy mágikus erejükkel. A játék vegyes fogadtatásban részesült, ami főleg a nehézkes irányításnak volt köszönhető.

## Játékmenet
A játékos fő célja lesz megtalálni egy pecsét négy darabját (Seal of Ormazd), aminek segítségével megmenthetik Perzsiát Ahriman sötét erejétől. A játék irányítása a stylussal történik, a mozgáshoz, ugráshoz, harchoz és Zal varázserejének használatához is szükség lesz rá. (Az időt irányító képességeket és Elika varázserejét ezúttal ő helyettesíti.) Zal félig fertőzött (ezért is visel maszkot), egyes helyeken elveszti teste felett az uralmat, amin az Ősi lélek által adott gyógyital segít, vagy a Hercegnek követnie kell a pályán keresztül és megküzdeni vele. Ezen részek, illetve a főellenségek legyőzése után új képességekre is szert tesz, amik segítenek majd továbbjutnia az egyes platformrészeknél.
A Herceg abba az irányba megy, amerre a játékos mutat a képernyőn, a falon mászás és az ugrás is hasonlóan történik. A harcban lehetőség van támadni, védekezni és Zal képességével ellökni az ellenfelet, bár ez nem okoz sérülést.

## Történet
A történet közvetlen a 2008-ban megjelent Prince of Persia letölthető tartalmának (Epilogue) lezárása után veszi fel a fonalat, amikor Elika elindul, hogy felkutassa népét, az Ahurákat és megszervezze az Ahriman elleni harcot, a Herceg pedig úgy dönt, egy Ahurák leírásában szereplő, City of the New Dawn (Az Új Hajnal városa) nevű városállam királyát keresi fel, remélve, hogy segít neki megidézni Ormazdot és megállítani Ahrimant, a város azonban már romlásnak indult.
Amikor a város határához ér, két alakot lát harcolni és közbeavatkozik, hogy válaszokat szerezzen. Az egyik fél a jövőbeni társa, Zal, akit feldühít, mert hagyta ellenfelét meglógni és üldözőbe veszi, a Herceg pedig követni fogja. Látja, ahogy a mágus elzárja ellenfelét egy kamrába, aki könyörög a Hercegnek, hogy engedje szabadon, ő pedig beleegyezik a válaszok reményében. Amikor kiengedi, ismét magára haragítja Zalt. Elmondja neki, hogy a király volt az, akivel harcolt, ugyanis Ahriman vette át felette az uralmat és a hadvezérévé tette. Később azt állítja, hogy ő a király mágusa és segít a várost megmenteni és Ahrimant legyőzni. Egy rejtélyes alak (The Ancestor Spirit – Ősi lélek) is a segítségükre lesz, aki csak akkor tűnik fel, „amikor eljön az ő ideje.” Segít kontrollálni a mágus betegségét, amit Ahriman ereje okozott.
A Herceg rájön, hogy Zal volt a város királya, és megpróbálta megtisztítani királyságát a fertőzéstől úgy, hogy a pecséttel magába zárja a romlást, de ez kettészakította lelkét; míg az egyik megőrizte régi önmagát a másik a korábban látott szörnnyé vált. Az Ősi lélek segít nekik megszerezni egy különleges erőt, amivel megmenthetik a környéket. Az erő hatására a Herceg és Zal egyesül, így már képesek lesznek akrobatikus mozdulatkora és varázslásra egyaránt, valamint Ahriman befolyásától is véd. Legyőzik a király gonosz énjét és ez Zalt is megszabadítja fertőzéstől, de a végét is jelenti egyben. Az Ősi lélek elbúcsúzik a Hercegtől és elmondja, hogy most már megvan az ereje arra, megtisztítsa a királyságot a romlástól és van még rá mód, hogy megvédje a világot Ahrimantól és megidézze Ormazdot.

## Fogadtatás
| Összegzőoldal | Értékelés |
| ------------- | --------- |
| GameRankings  | 65%       |
| Metacritic    | 64/100    |

| Szerző        | Értékelés |
| ------------- | --------- |
| 1Up.com       | C         |
| Game Informer | 6/10      |
| GameSpot      | 6,0/10    |
| IGN           | 6,8       |

A Prince of Persia: The Fallen King 24 értékelés alapján a közepesnek mondható 64-es átlagot ért el a Metacriticen. Az irányítás volt az egyik fő negatívum, mert nem volt megfelelően érzékeny és gyakran nem hajtotta végre a kijelölt mozdulatokat, ami a gombbal történő irányításnál nem történne meg.
Másik negatívum a játék hosszát érte, több értékelés szerint is hosszadalmasra és elnyújtottra sikerült, ami felszínre hozta a játékmechanizmus hiányosságait és önismétlővé vált. Az 1UP szerint, ha kicsit rövidebb, de több kihívást és játékmódot tartalmaz (például időre teljesítendő pályák), akkor talán képes lett volna fenntartani a játékos érdeklődését a történet végéig.
A Herceg alakját pozitívan ítélték meg, a Gamespot szerint sokkal kedvelhetőbbé vált az előző, nagy konzolokra megjelent rész óta, az állandó közhelyes hozzászólásai ellenére is. Az IGN tesztjében a karakter designját értékelték negatívan, a leggyengébb kidolgozású Hercegnek a Fallen King főszereplőjét tartják.